# Pungitius pungitius
Pungitius pungitius là một loài cá trong họ Gasterosteidae.

## Hình ảnh

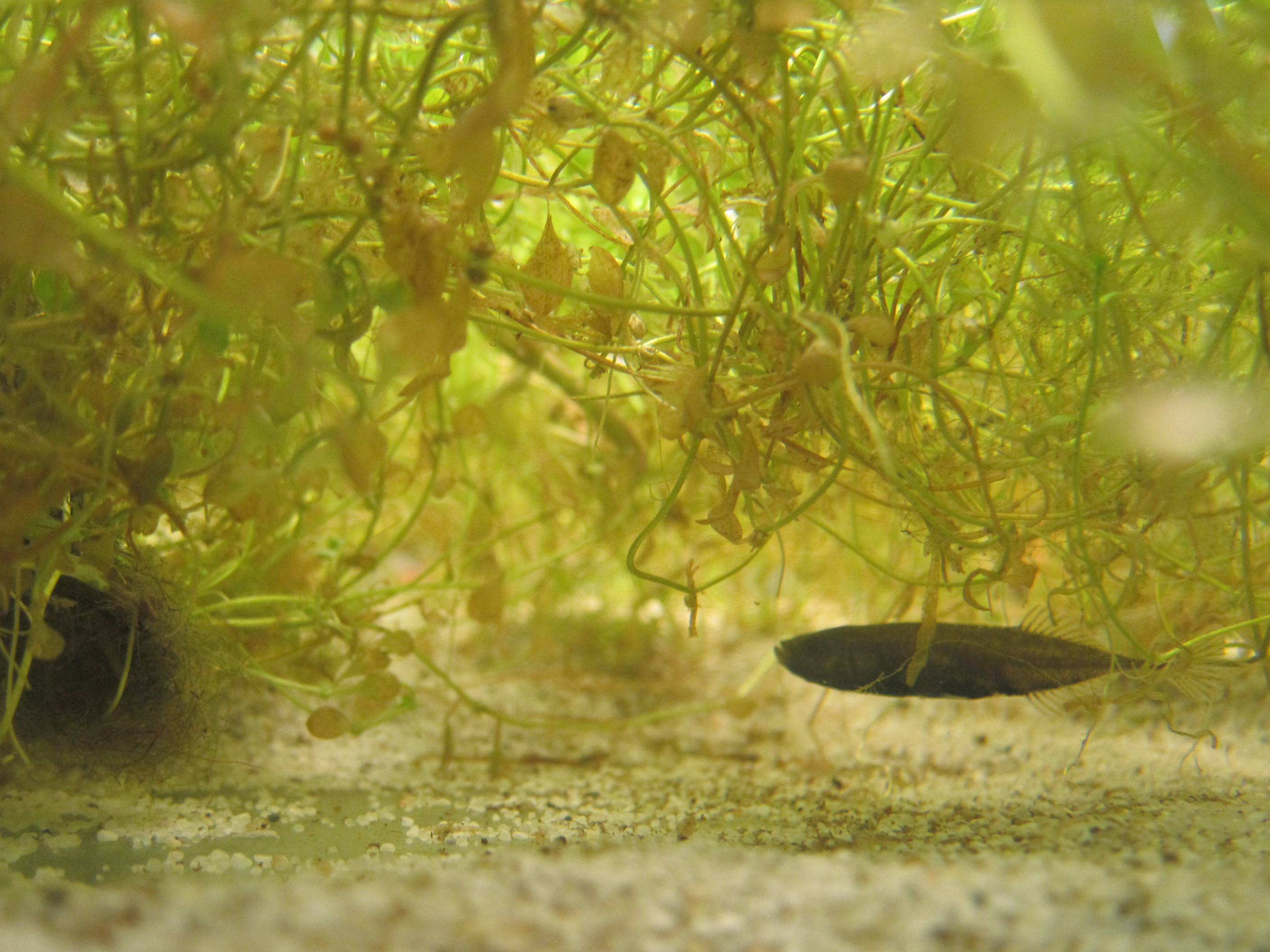
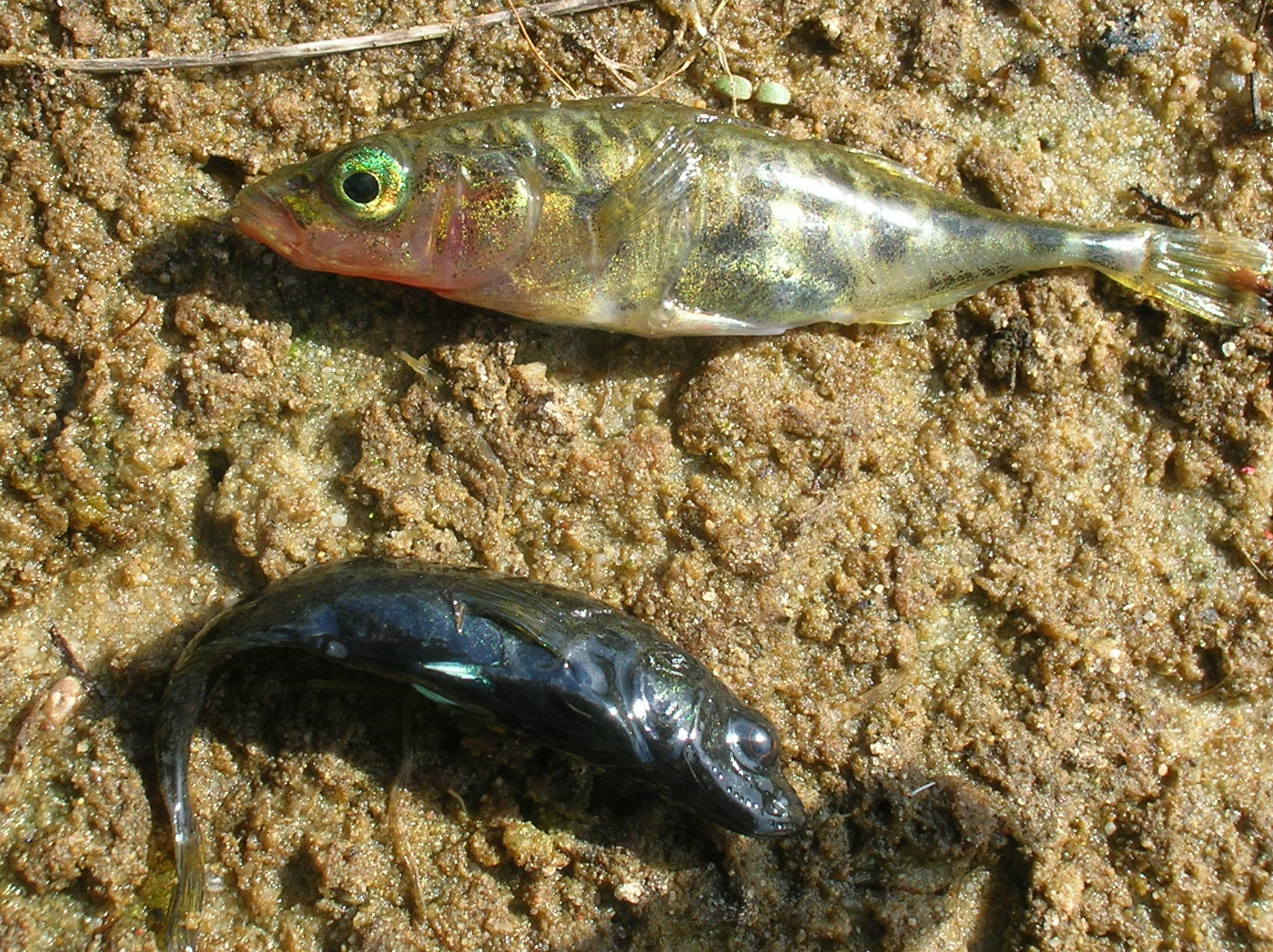